# 은사 운동
은사주의는 오순절주의와 유사한 믿음과 실천을(beliefs and practices similar to Pentecostalism) 채용하는데 영적 은사(χάρισμα, charismata)을 사용하는 운동이다. 여러 은사를 사용하여 성령체험과 성령 세례를 강조한다. "은사의 유효성을 접목 시킨 뒤 현대적 기술 요소를 결합 시킨 것이 은사주의"라고 한다. 대표적으로 미국의 오랄 로버츠(Oral Roberts)와 데니스 베넷(Dennis Bennett)이 있다.

## 같이 보기
- 카리스마적 기독교
- 직통계시
- 오순절주의